# Genootschap Onze Taal

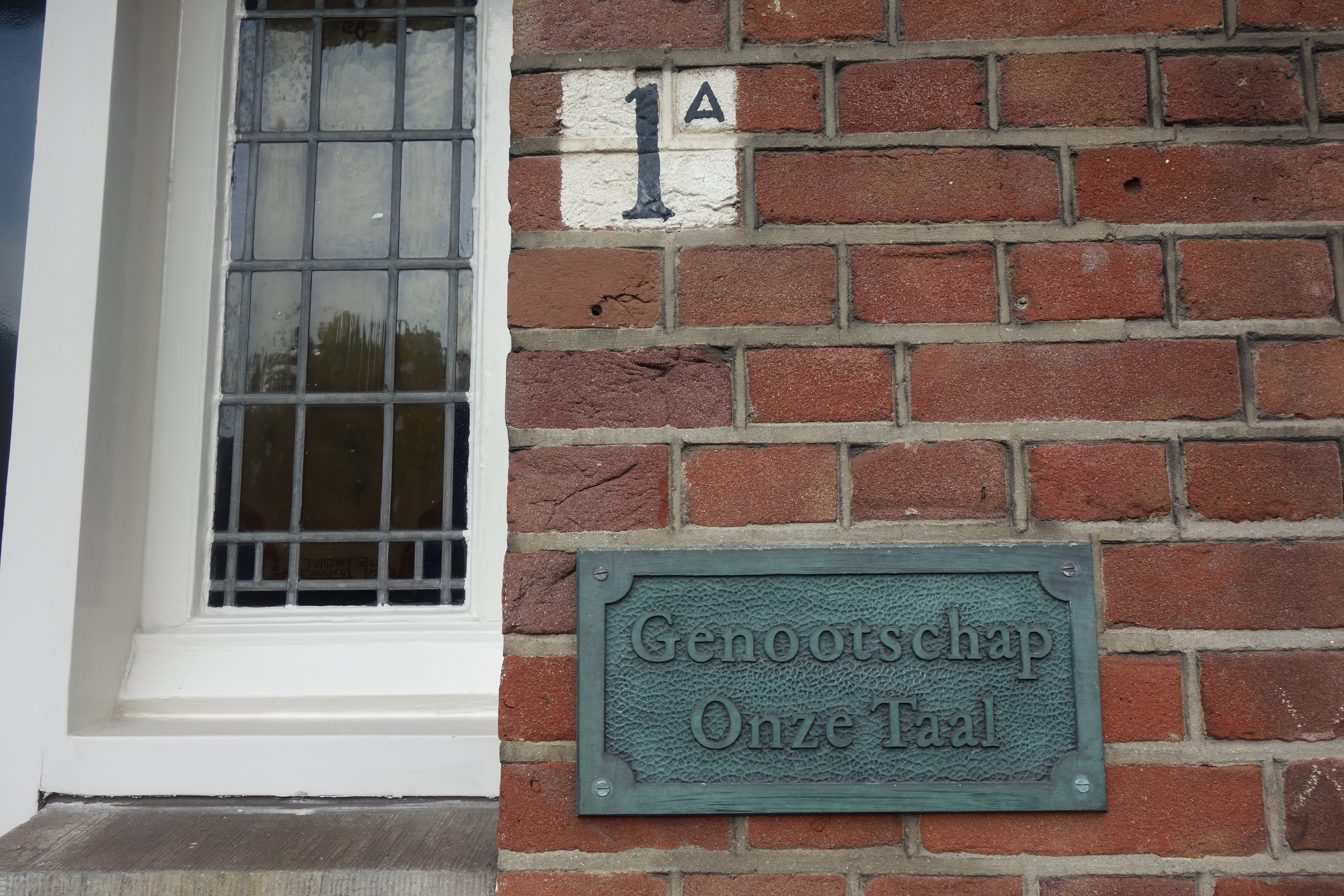
Genootschap Onze Taal

La Genootschap Onze Taal (litt. « Société Notre langue »), est un organisme néerlandais dédiée à la langue néerlandaise. Elle a été fondée en 1931, initialement pour protéger la langue contre ce qui était perçu comme une invasion des germanismes (en).
Elle publie une revue mensuelle, intitulée Onze Taal, ainsi qu'un certain nombre de brochures sur l'orthographe néerlandaise, la plus notable étant le Petit livre blanc. Elle dispose également d'un service de conseil linguistique, le Taaladviesdienst.

### Source de la traduction
- (en) Cet article est partiellement ou en totalité issu de l’article de Wikipédia en anglais intitulé « Genootschap Onze Taal » (voir la liste des auteurs).